# Guzmania monostachia
Guzmania monostachia là một loài thực vật có hoa trong họ Bromeliaceae. Loài này được (L.) Rusby ex Mez mô tả khoa học đầu tiên năm 1896.

## Hình ảnh

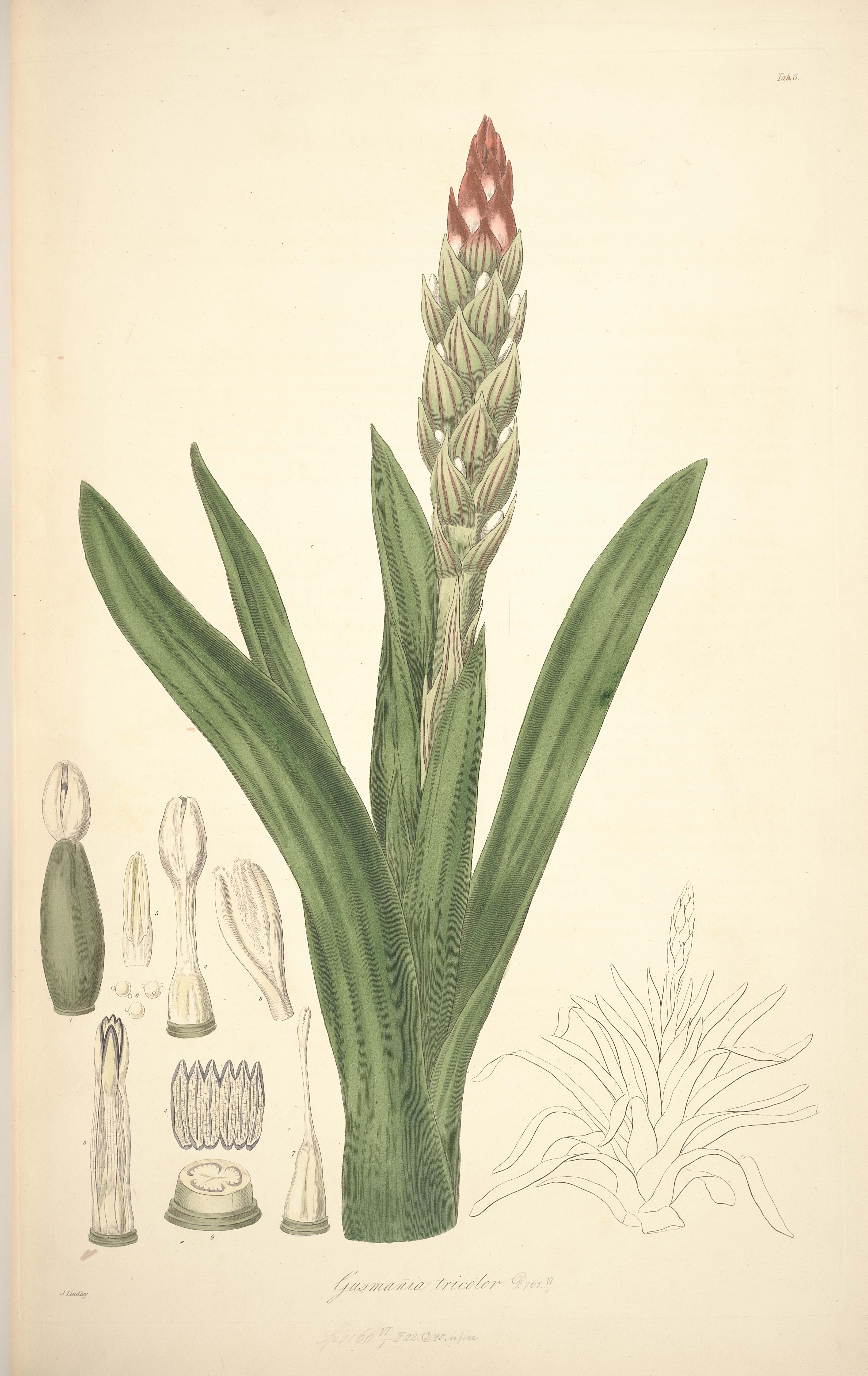
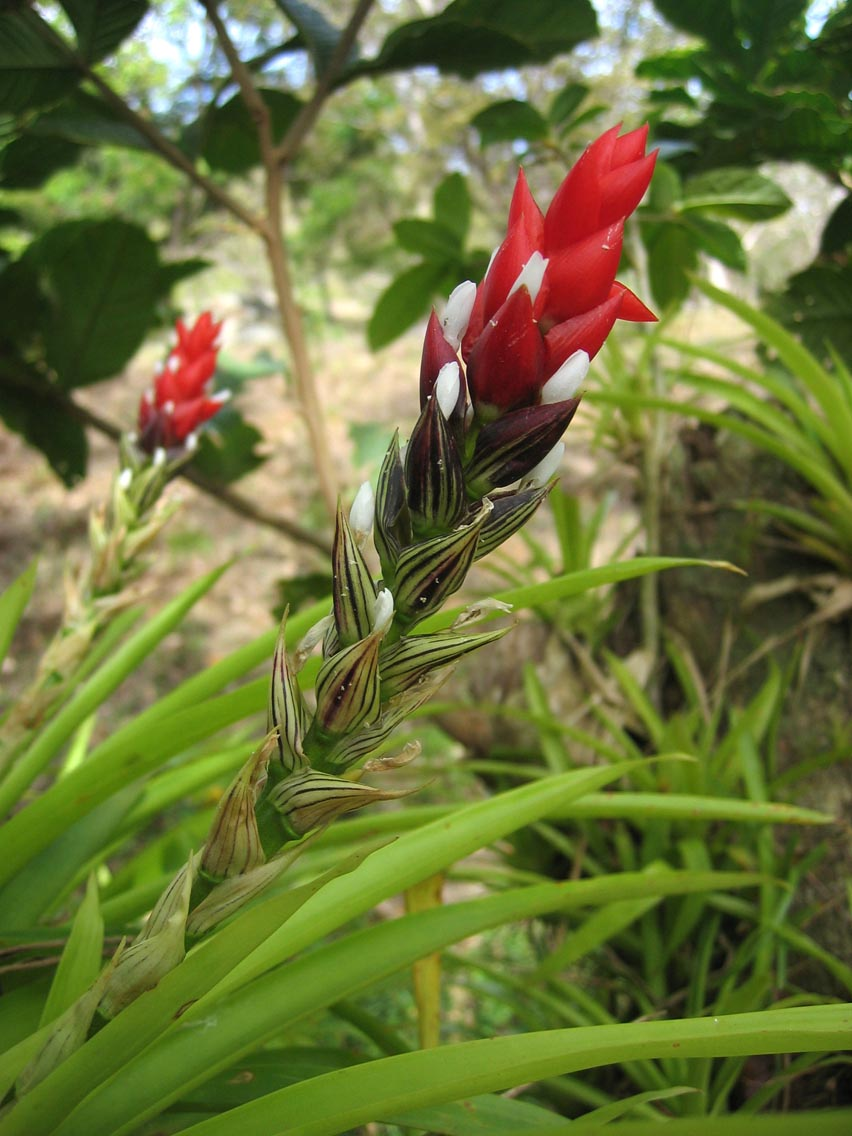
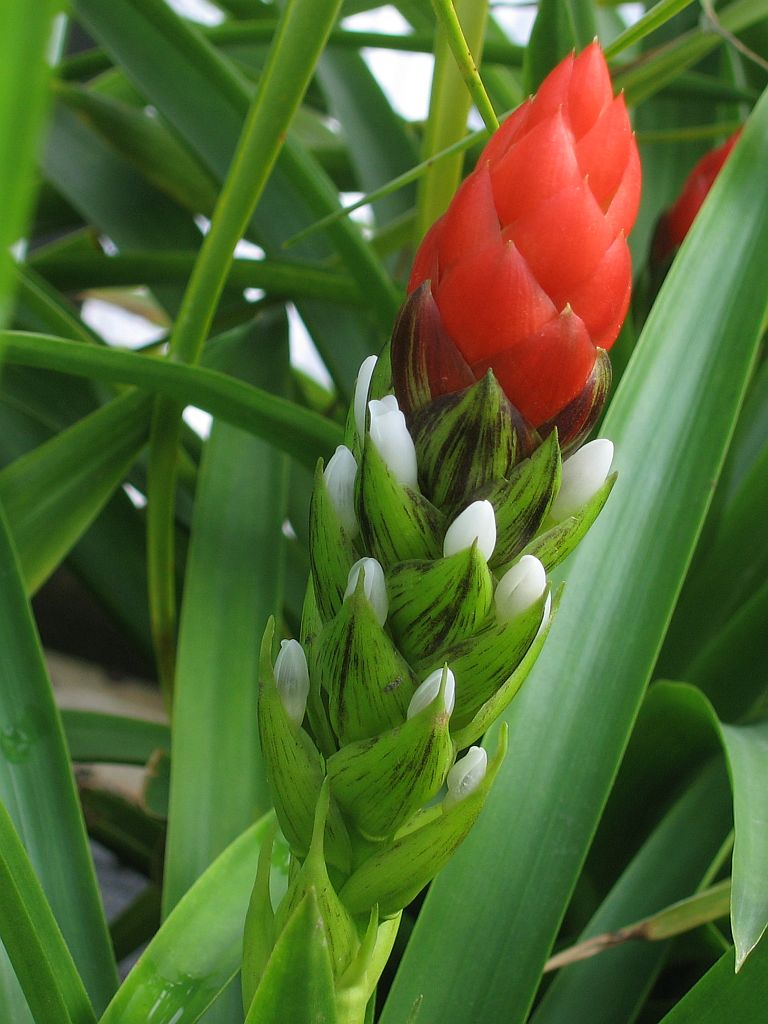
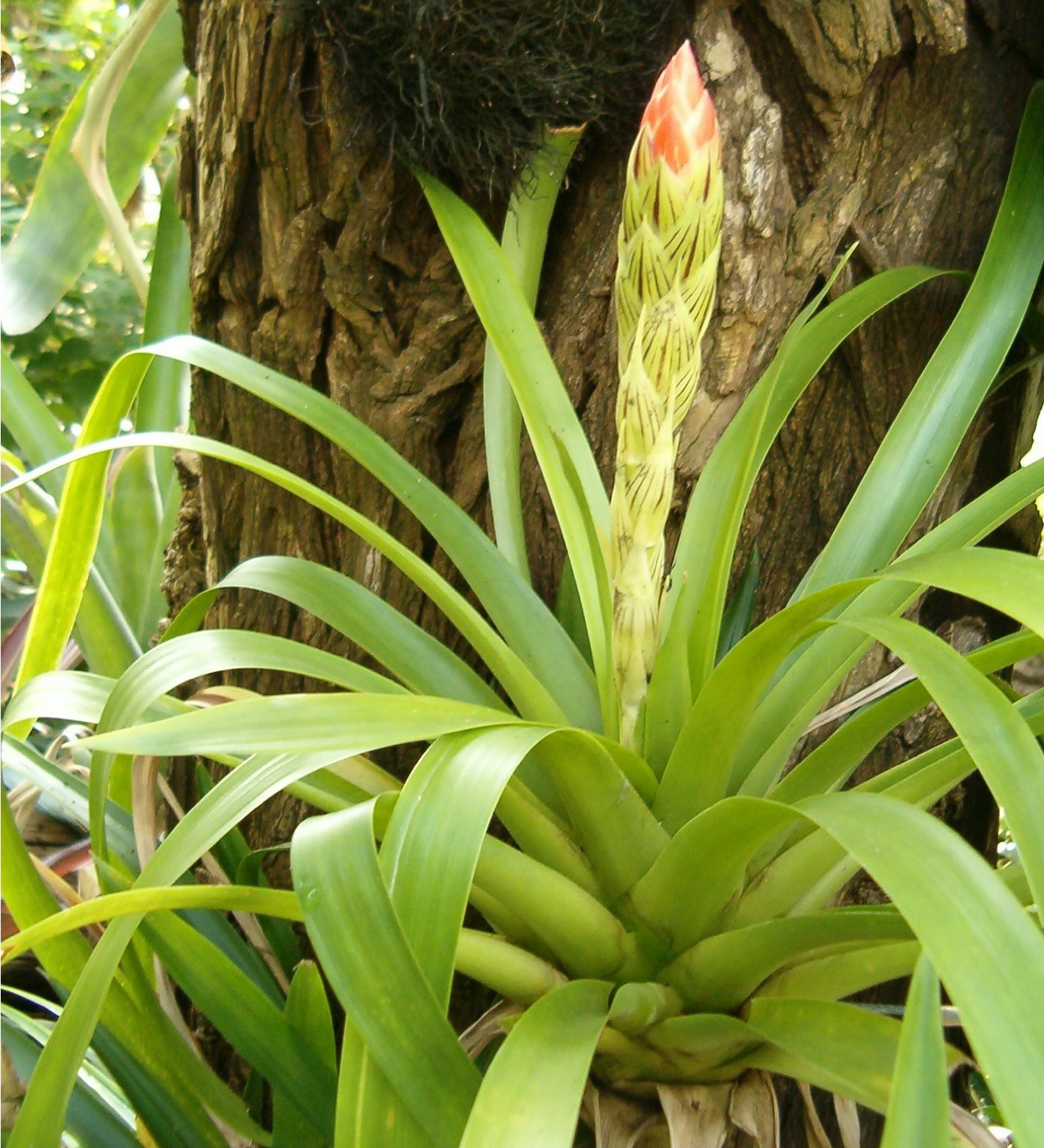